# ۷۷۷ (قمری)
۷۷۷ (قمری)، هفتصد و هفتاد و هفتمین سال در گاهشماری هجری قمری است. اول محرم این سال برابر با دهم ژوئن سال ۱۳۷۵ میلادی است.